# هنریک چیش
هنریک چیش (لهستانی: Henryk Czyż؛ ‏ Polish: [ˈhɛnrɨk tʂɨʂ]؛ ‏ ۱۶ ژوئن ۱۹۲۳ – ۱۶ ژانویهٔ ۲۰۰۳) رهبر ارکستر، معلم برجستۀ موسیقی، موسیقی‌دان و آهنگساز اهل لهستان بود.
وی بابت مشارکت‌های فرهنگی-هنری‌اش برندهٔ جوایزی همچون نشان افتخار تولد لهستان، صلیب شایستگی و نشان چهلمین سالگرد خلق لهستان شده‌است.